# Owain Gwynedd
Owain ap Gruffudd (Ca. 1100 - 23 of 28 november 1170) was tussen 1137 en zijn dood in 1170 koning van Gwynedd. Hij raakte bekend onder de naam Owain Gwynedd om hem te onderscheiden van de gelijknamige koning van Powys Wenwynwyn die bekend kwam te staan als Owain Cyfeilog.

## Biografie

### Vroege jaren
Owain Gwynedd werd geboren als de tweede zoon van koning Gruffudd ap Cynan en zijn vrouw Angharad ferch Owain. Zijn oudere broer Cadwallon overleed in 1132 tijdens een gevecht in Powys en zo werd Owain de erfgenaam van zijn vader. Vier jaar later wist hij in een coalitie met Gruffydd ap Rhys, koning van Deheubarth, de Normandiërs te verslaan in de Slag bij Crug Mawr. Hierdoor wist hij de regio Ceredigion aan het rijk van zijn vader toe te voegen.

### Koningschap
In 1137 overleed zijn vader na een koningschap die ruim vijfenvijftig jaar geduurd had en erfde Owain een groot deel van zijn vaders rijk. Een deel ervan werd geërfd door zijn jongere broer Cadwaladr, maar na diens betrokkenheid bij de moord op Anarawd ap Gruffyd nam hij de landen van zijn broer in die daarop naar Ierland vluchtte.
Tijdens de Anarchie die in Engeland heerste profiteerde Owain van de Engelse burgeroorlog en wist zijn grenzen verder naar het oosten te verleggen. Zo wist hij Mold Castle en Rhuddlan te veroveren. Vanwege de verloren gebieden viel in 1154 de Engelse koning Hendrik II Wales binnen en hij werd hier in bijgestaan door Madog ap Maredudd en Cadwaladr. Hij wist het Engelse invasieleger in een hinderlaag te lokken en nagenoeg te vernietigen in de Slag bij Ewloe.
Toch sloot Owain een verdrag met Hendrik II waarbij de oude grenzen opnieuw werden vastgelegd. In 1160 overleed Madog en drie jaar later sloot Owain Gwynedd een alliantie met Rhys ap Gruffyd om in opstand te komen tegen het Engelse gezag. Dit leidde in 1165 tot een nieuwe invasie en opnieuw wist Owain zijn tegenstander te verslaan, maar door het weer was Hendrik II gedwongen om terug te trekken waardoor Owain twee jaar later weer zijn grenzen naar het oosten kon verleggen.

### Laatste jaren
Vervolgens raakte Owain Gwynedd in conflict met de aartsbisschop van Canterbury, Thomas Becket, over de aanstelling van een nieuwe bisschop van Bangor. Ook stond hij onder druk van de aartsbisschop en de paus vanwege zijn huwelijk met Cristin, die een volle nicht van hem was. Een excommunicatie hing hem boven het hoofd, maar hij overleed al in 1170 en kreeg gewoon een kerkelijke begrafenis in de Kathedraal van Bangor.
Na zijn dood brak er een burgeroorlog uit tussen zijn zoons en uiteindelijk kwamen zijn zoons Dafydd en Rhodri gezamenlijk aan de macht.

## Huwelijk en kinderen
Owain Gwynedd was in totaal twee keer getrouwd geweest en hij hield er vijf maîtresses op na die hem allen kinderen schonken:
- Rhun
- Hywel, koning van Gwynedd
- Iorwerth, vader van Llywelyn de Grote
- Maelgwn
- Gwenllian
- Dafyd, koning van Gwynedd
- Rhodri
- Angharad
- Margarat
- Iefan
- Cynan
- Madoc, legendarische zoon
- Cynwrig
- Gwenllian II
- Einon
- Iago
- Ffilip
- Cadell
- Rotpert
- Idwal